# 阿斯坎尼家族
阿斯坎尼家族（德語：Askanier）是源於德國的一個家族，又被稱為安哈爾特家族，該家族長時間統治安哈爾特親王國。
阿斯坎尼家族得名于阿斯坎尼城堡，該城堡坐落於阿舍斯莱本鎮，阿舍爾斯萊本位於安哈爾特伯國境內，安哈爾特伯爵后來改稱安哈爾特親王。

## 歷史
阿斯坎尼家族的起源追溯到11世紀，該家族第一位見于史冊的成員是巴伦施泰特伯爵埃西科（Esico von Ballenstedt），時間是1036年。阿斯坎尼家族繼承了薩克森東部馬克的大量領地。埃西科之孫為奧托，後者娶了薩克森公爵馬格努斯的幼女艾麗卡（Eilika），婚姻使得阿斯坎尼家族能夠繼承比隆（Billung）家族的一半財產和繼承薩克森公爵的可能。
奧托之子阿爾布雷希特憑藉著母親的繼承權，在1139年成為首位阿斯坎尼家族的薩克森公爵，但不久在和韋爾夫家族的戰鬥中失去了薩克森公爵和薩克森公國。然而，阿爾布雷希特在勃蘭登堡文德人親王普里比斯拉夫死後，于1157年繼承勃蘭登堡，建立了勃蘭登堡藩侯國，成爲首位勃蘭登堡藩侯。阿爾布雷希特及其後人在傳播基督教和東進方面取得巨大成就。在帝國和斯拉夫人的邊界區域建立的地區被稱為藩侯馬克。
科隆和柏林分別在1237年和1244年建成，當時正值阿爾布雷希特的曾孫勃蘭登堡藩侯約翰和奧托共治時期，后兩市合併，成為新的柏林市，阿斯坎尼家族的紋章紅鷹和熊成爲了柏林市徽。
1180年，皇帝腓特烈·巴巴羅薩沒收薩克森兼巴伐利亞公爵亨利的大部分領地，阿斯坎尼家族得到了薩克森公爵和薩克森公國的統治權，但獲得的領地僅限於原公國的東部部分。即便在東薩克森地區，阿斯坎尼家族僅能控制部分，多數位於易北河附近。
13世紀，安哈爾特親王國從薩克森公國中分離，阿斯坎尼家族瓜分剩下的領地，分為薩克森-勞恩堡公國和薩克森-維滕貝格公國。阿斯坎尼-勃蘭登堡支系、阿斯坎尼-維滕堡支系和阿斯坎尼-勞恩堡支系相繼于1320年、1422年和1689年絕嗣。但阿斯坎尼家族持續統治安哈爾特親王國和細分的小國，直至第一次世界大戰後。

## 曾統治國家和地區
| 國家                                      | 時間                               |
| ----------------------------------------- | ---------------------------------- |
| 安哈爾特伯國 安哈爾特親王國 安哈爾特公國  | 1100年-1918年                      |
| 薩克森公國                                | 1112年 1139年-1142年 1180年-1296年 |
| 魏瑪-奧拉明德伯國                         | 1112年-1486年                      |
| 勃蘭登堡藩侯國                            | 1157年-1320年                      |
| 薩克森-勞恩堡公國                         | 1296年-1689年                      |
| 薩克森-維滕堡公國                         | 1296年-1356年                      |
| 薩克森選侯國                              | 1356年-1422年                      |
| 吕讷堡親王國                              | 1369年-1388年                      |
| 安哈爾特-贝恩堡親王國 安哈爾特-贝恩堡公國 | 1252年-1468年 1603年-1863年        |
| 安哈爾特-采尔布斯特親王國                 | 1252年-1396年 1544年-1796年        |
| 安哈爾特-阿舍斯莱本親王國                 | 1252年-1315年                      |
| 安哈爾特-克滕親王國 安哈爾特-克滕公國     | 1396年-1561年 1603年-1847年        |
| 安哈爾特-德绍親王國 安哈爾特-德绍公國     | 1396年-1561年 1603年-1863年        |
| 安哈爾特-普勒茨考親王國                   | 1544年-1553年 1603年-1665年        |
| 安哈爾特-哈茨格罗德親王國                 | 1635年-1709年                      |
| 安哈爾特-米林根親王國                     | 1667年-1714年                      |
| 安哈爾特-贝恩堡親王國                     | 1667年-1742年                      |
| 安哈爾特-贝恩堡-绍姆堡-霍伊姆親王國       | 1718年-1812年                      |
| 俄羅斯帝國                                | 1762年-1796年                      |